# Love Collection 2 〜mint〜
『Love Collection 2 〜mint〜』（ラブ・コレクション2・ミント）は、西野カナのベスト・アルバム。2018年11月21日にSME Recordsから、『Love Collection 2 〜pink〜』とともに2枚同日発売された。

## 概要
2013年9月にリリースされた前作のベストアルバム「Love Collection 〜pink〜」「Love Collection 〜mint〜」以降、約5年ぶりの西野カナデビュー10周年を記念したベスト・アルバム。
初回生産限定盤と通常盤の2形態のリリースで、早期購入特典として〜pink〜絵柄A5サイズクリアファイルが付属。初回生産限定盤は、今作に収録されているシングル曲のミュージックビデオを収めたDVD（YouTubeや先発商品とは違う別ヴァージョン）やDJ MassのDJメガミックスを映像化したスペシャル映像を収録。今回のアルバムに収録されるシングルとアルバムのジャケット・ヴィジュアルを盛り込んだスペシャルブックレット付き、スペシャルライブ「Kana Nishino Love Collection Live 2019」のチケット先行抽選応募チラシ、購入者応募特典ハガキは全形態に封入されている。
本作品は、2014年発売の24thシングル「Darling」から2018年までに発売された34thシングル「Bedtime Story」から10曲と、前作のベスト・アルバムから2曲、そして新録曲が2曲と、オリジナル・アルバムから1曲と、 3rdアルバム「Thank you, Love」収録曲の10周年ヴァージョンを1曲収録している。ベスト・アルバムリード曲「No.1」と、シングル「Bedtime Story」のミュージックビデオは、ともにアルバム初収録となった。また、公式には掲載されていないが、全曲にリマスタリング音源が施されており、音質が向上している。
今作から2か月後の2019年2月3日を以って、無期限活動休止に入った為、本作と『pink』が休止前最後のアルバム（全シングル・アルバム含め）となった。

## 収録曲

### DISC 1：CD【全形態共通】
1. パッ [4:26]
作詞：Kana Nishino / 作曲： Katsuhiko Yamamoto / 編曲：Naoki Itai (MUSIC FOR MUSIC)、Katsuhiko Yamamoto
  - 大塚食品「ビタミン炭酸MATCH」CMソング
  - 日本テレビ系『スッキリ!!』2017年5月度テーマソング
  - 30thシングル表題曲
2. Darling [4:14]
作詞：Kana Nishino / 作曲・編曲：Takashi Yamaguchi
  - フジテレビ系『めざましテレビ』火曜日テーマソング
  - 24thシングル表題曲
  - トリプル・プラチナ（シングルトラック、日本レコード協会）[1]
3. もしも運命の人がいるのなら [5:24]
作詞：Kana Nishino / 作曲・編曲：Takashi Yamaguchi
  - 日本テレビ系『スッキリ!!』2015年5月度エンディングテーマ
  - 大塚食品「ビタミン炭酸MATCH」CMソング
  - 第88回選抜高等学校野球大会入場曲
  - 26thシングル表題曲
  - ダブル・プラチナ（シングルトラック、日本レコード協会）[2]
4. 友だち [4:58]
作詞：Kana Nishino / 作曲：Kentaro Suzuki / 編曲：Takashi Yamaguchi
  - 大塚食品「ビタミン炭酸MATCH」CMソング
  - 33rdシングル「アイラブユー」カップリング2曲目
  - アルバム初収録
5. No.1 [4:13]
作詞：Kana Nishino / 作曲：KENTZ、LISA DESMOND、MARIA MARCUS / 編曲：KENTZ
  - 日本テレビ系土曜ドラマ『掟上今日子の備忘録』主題歌
  - 北海道日本ハムファイターズ『中島卓也選手登場曲』（2016年）[3]
  - 2ndコンピレーションアルバム『Secret Collection 〜GREEN〜』収録曲
  - プラチナ認定（シングルトラック、日本レコード協会）[4]
6. Girls [4:18]
作詞：Kana Nishino、GIORGIO 13 / 作曲：GIORGIO 13 / 編曲：Giorgio Cancemi、Mitsuru Shimada(ストリングスアレンジ)
  - ニンテンドー3DS アドベンチャーゲーム 『レイトン ミステリージャーニー カトリーエイルと大富豪の陰謀』テーマソング
  - 31stシングル表題曲
7. 手をつなぐ理由 [4:12]
作詞：Kana Nishino、Katsuhiko Yamamoto / 作曲：Katsuhiko Yamamoto / 編曲：Katsuhiko Yamamoto、Naoki Itai (MUSIC FOR MUSIC)
  - 日本テレビ系『スッキリ!!』2017年10月度テーマソング
  - 32ndシングル表題曲
8. 好き [6:20]
作詞：Kana Nishino / 作曲：SAEKI youthK (RzC) / 編曲：Pochi / コーラスアレンジ：SAEKI youthK (RzC)
  - フジテレビ系『めざましテレビ』火曜日テーマソング
  - 25thシングル表題曲
9. LOVE & JOY [3:08]
作詞：Kana Nishino / 作曲：SHIKATA、KAY / 編曲：C.E.M
  - ロート製薬肌研シリーズ「極水」CMソング
  - 24thシングル「Darling」カップリング2曲目
10. UNZARI [3:49]
作詞：Kana Nishino、DJ Mass (VIVID Neon*) / 作曲：DJ Mass (VIVID Neon*) / 編曲：VIVID Neon*、Shoko Mochiyama、etsuco
  - 1stコンピレーションアルバム『Secret Collection 〜RED〜』収録曲
11. Happy Time [4:31]
作詞：Kana Nishino、Mayu Wakisaka / 作曲：Takashi Fukuda、Mayu Wakisaka / 編曲：Takashi Fukuda
  - TBS系列バラエティー番組「王様のブランチ」テーマソング
  - 7thアルバム『LOVE it』収録曲
12. Bedtime Story [4:55]
作詞：Kana Nishino / 作曲：Katsuhiko Yamamoto  / 編曲：Naoki Itai (MUSIC FOR MUSIC)
  - ワーナー・ブラザース映画配給映画『3D彼女 リアルガール』主題歌[5]
  - 34thシングル表題曲
  - アルバム初収録
13. Mama [5:40]
作詞：Kana Nishino、GIORGIO 13 / 作曲・編曲：Giorgio Cancemi
  - 新録曲
  - ミュージック・ビデオが存在し、アルバム発売後公式YouTubeチャンネルにおいてショートバージョンが公開されているが本作の特典DVDには収録されず、2024年2月14日リリースのミュージック・ビデオ集『MV Collection 〜ALL TIME BEST 15th Anniversary〜』で初商品化された。
14. 29 [3:13]
作詞：Kana Nishino / 作曲：Kentaro (Andersons)、Dominika (Andersons) / 編曲：Naoki Itai (MUSIC FOR MUSIC)、Andersons
  - 新録曲
  - 「Mama」と同様にショートバージョンが公開されているが、2024年2月14日リリースのミュージック・ビデオ集『MV Collection 〜ALL TIME BEST 15th Anniversary〜』で初商品化された。
15. You & Me [4:01]
作詞：Kana Nishino / 作曲：Kentaro (Andersons)、Dominika (Andersons) / 編曲：Naoki Itai (MUSIC FOR MUSIC)
  - 東宝配給映画『高台家の人々』主題歌
  - 1stデジタルシングル
16. Together 10th Anniversary ver. [5:17]
作詞：Kana Nishino / 作曲：Shinquo Ogura / 編曲：VIVID Neon*、Kyoko Osako
  - 3rdアルバム『Thank you, Love』収録曲10周年ヴァージョン

### DISC 2：DVD ＜Music Video＞【初回生産限定盤のみ】
出典：
1. Darling [4:57]
2. 好き [6:35]
3. もしも運命の人がいるのなら [5:39]
4. No.1 [4:16]
5. パッ [4:29]
6. Girls [4:37]
7. 手をつなぐ理由 [4:18]
8. Bedtime Story [5:09]
9. Special Movie Mega Mix ～mint～ [6:02]